# Тиарелла трёхлистная
Тиаре́лла трёхли́стная (лат. Tiarélla trifoliáta) — вид растений из Северной Америки, входящий в род Тиарелла (Tiarella) семейства Камнеломковые (Saxifragaceae).

## Ботаническое описание
Небольшой травянистый многолетник. Цветоносные стебли до 10—70 см в высоту.
Прикорневые и стеблевые листья простые или трёхлисточковые, в последнем случае черешок от 2 мм до 2 см длиной. Стеблевой лист единственный, либо их несколько (до 4). Размеры листовой пластинки — 2—10×3—15 см.
Цветки собраны в метёльчатые соцветия на конце стебля-цветоноса, с дольчатыми прицветниками, каждый на железисто-опушённой цветоножке, беловатого цвета. Цветоложе колокольчатое, железисто-опушённое. Венчик почти актиноморфный, лепестки линейные до шиловидных, опадающие, простые, 2—3 мм длиной. Чашечка с отгибающимися при плодоношении чашелистиками.
Плоды — коробочки 6—9 мм, с 2—6 яйцевидными семенами, размеры каждого из которых — 1,2—1,5×0,6—0,9 мм.

## Ареал
Все разновидности тиареллы трёхлистной известны с запада Северной Америки — от Калифорнии до Аляски. Наименее распространена разновидность laciniata, произрастающая только во влажных лесах на территории Орегона, Вашингтона и Британской Колумбии.

## Название
Видовой эпитет, данный растению Карлом Линнеем, относится к типичному для этого вида, однако не повсеместному, разделению листьев на три листочка.
Родовое название происходит от лат. tiara — «тиара», «тюрбан», что относится к форме коробочек.

## Таксономия

### Внутривидовое деление
Помимо номинативной, в составе вида выделяются ещё до двух разновидностей, иногда принимаемых в качестве отдельных видов:
- Tiarella trifoliata var. laciniata — листья трёхлисточковые, листочки глубоко разделённые на доли, средняя из них зубчатая.
- Tiarella trifoliata var. trifoliata — листья трёхлисточковые, однако листочки не так глубоко дольчатые, а конечная доля без заметных зубцов.
- Tiarella trifoliata var. unifoliata — листья почти всегда простые, иногда довольно глубоко разделённые на три доли.

### Синонимы
- Tiarella trifoliata var. laciniata (Hook.) Wheelock, 1896
  - Tiarella laciniata Hook., 1832basionym
- Tiarella trifoliata var. trifoliata
- Tiarella trifoliata var. unifoliata (Hook.) Kurtz, 1894
  - Tiarella trifoliata subsp. unifoliata (Hook.) P.M.Kern, 1966
  - Tiarella unifoliata Hook., 1832basionym